# Eupatorium oblongifolium
Eupatorium oblongifolium là một loài thực vật có hoa trong họ Cúc. Loài này được (Spreng.) Sch.Bip. ex Baker mô tả khoa học đầu tiên năm 1876.